# KK Karpoš Sokoli
El KK Karpoš Sokoli 2000 (en macedonio: КК Карпош Соколи 2000) es un club de baloncesto profesional de la ciudad de Skopje, que milita en la Prva Liga, la máxima categoría del baloncesto macedonio y en la Balkan League. Disputa sus partidos en el Centro Deportivo Boris Trajkovski, con capacidad para 8000 espectadores.

## Nombres
- KK Sokoli Skopje (1993–2004)
- KK Lasko Pivo Skopje (2004)
- KK Karpos Sokoli 2000 Skopje (2004)
- KK Soko Star Skopje (2004–2005)
- KK Toa sum jas Skopje (2005–2006)
- KK Karpos Sokoli Skopje (2006–presente)

## Posiciones en liga
| - 2002: 1º-(2) - 2003: 8º-(1) - 2004: 6º - 2005: 7º-(1) - 2006: 5º-(1) - 2007: 2º-(B) - 2008: 8º-(Superleague) - 2009: 9º-(Superleague) | - 2010: 16º-(2) - 2011: (3) - 2012: 2º-(3) - 2013: 2º-(2) - 2014: 7º-(1) - 2015: 5º - 2016: 2º |

## Palmarés
- Subcampeón de la Vtora Liga (2ª Div)

2013
- Subcampeón de la Copa de baloncesto de Macedonia

2016

## Jugadores destacados
| - Dimče Gaštarski - Vladimir Georgievski - Filip Kralevski - Boris Nešović - Edis Nuri - Igor Penov - Darko Radulović - Ivan Sazdov - Darko Sokolov - Aleksandar Sovkovski - Marjan Srbinovski | - Angel Tasevski - Dime Tasovski - Igor Trajkovski - Sekula Jovanovic - Marko Mijovic - Marko Milatovic - Filip Patkovic - Marko Boltić - Vladimir Filipović - Dušan Knežević - Dragan Labović | - Ivica Lakicevic - Darko Matić (baloncestista nacido en 1984) - Igor Mijajlović - Strahinja Milošević - Stefan Nikolić (baloncestista nacido en 1987) - Aleksandar Petrović (baloncestista nacido en 1987) - Filip Šepa - Ninoslav Tmusic - Aleksandar Vasić - Milojko Vasilić - Dragan Zeković | - Glen Dandridge - Darius Rice - John Sharper - Michael Snaer - Kiril Pavlovski - Aleksandar Ugrinoski - Dino Radončić - Anton Kazarnovski - Ivica Blagojević - Ranko Popivoda - Chris Warren |